# Arju
Arju (Duits: Taggafer) is een plaats in de Estlandse gemeente Saaremaa, provincie Saaremaa. De plaats heeft de status van dorp (Estisch: küla).
Tot in oktober 2017 lag de plaats in de gemeente Orissaare. In die maand ging Orissaare op in de fusiegemeente Saaremaa.

## Bevolking
Het dorp had 3 inwoners op 31 december 2011 en ook 3 inwoners op 31 december 2021.

## Geschiedenis
Arju werd voor het eerst genoemd in 1645 onder de naam Claus Harryen als boerderij op het landgoed Tagavere, dat vermoedelijk gesticht is in 1488. In 1738 was Arju onder de naam Harjel een dorp. De naam is afgeleid van Harien. De familie Harien was lange tijd de eigenaar van het landgoed.
Arju en het zuidelijker gelegen Tagavere waren nauw verbonden. Tussen 1977 en 1997 behoorde Arju bij het dorp Tagavere. In 1997 werd het weer een zelfstandig dorp.